# Cupó (bo)

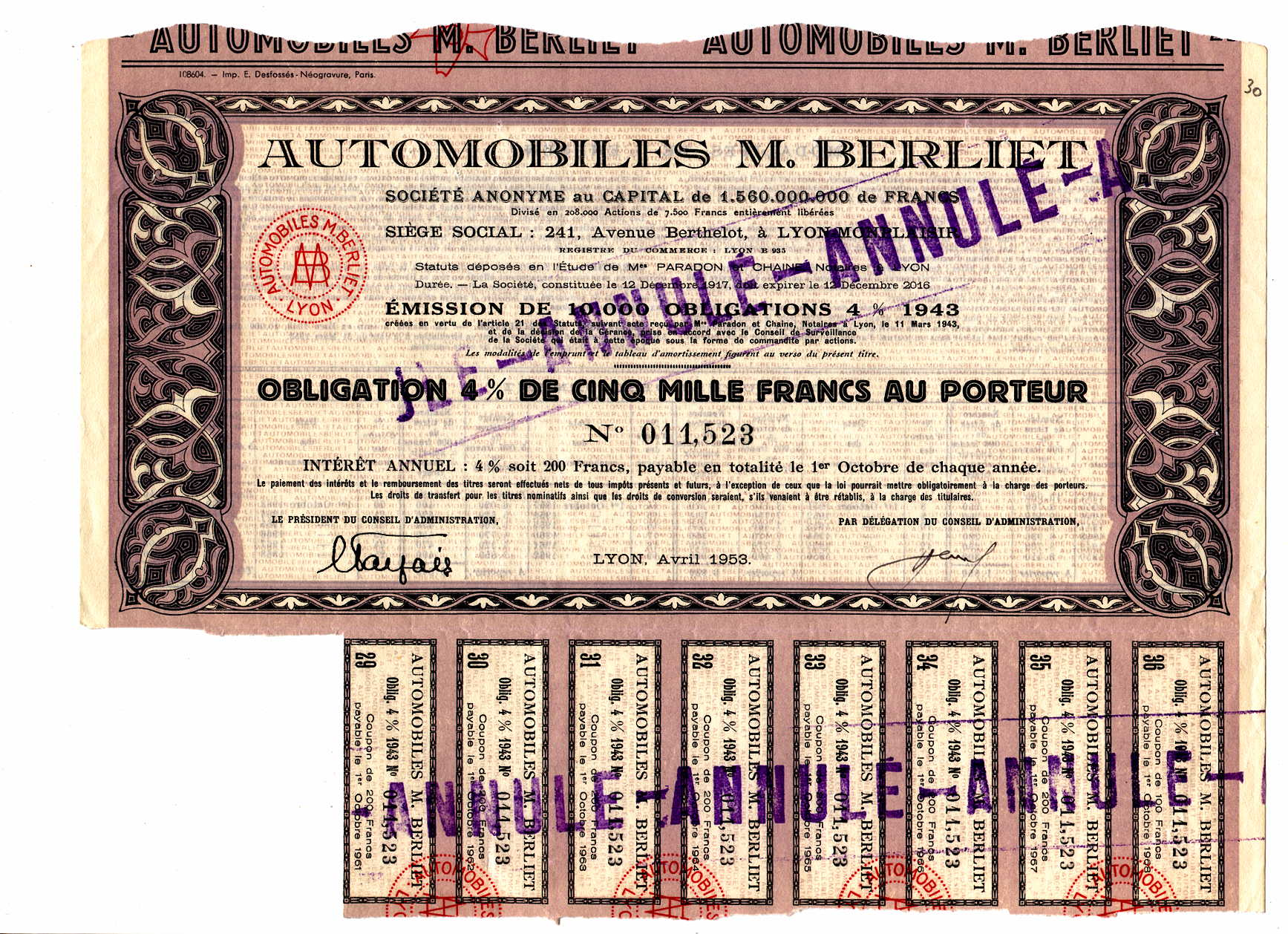
Una Obligació/Bo de nominal 5.000 francs, amb els seus cupons adherits a un tipus d'interès anual -rendibilitat a nominal- del 4% (import equivalent a 5.000 x 0.04=200 francs), a cobrar cada 1 d'octubre, de l'empresa Automobiles M. Berliet emesa el 1943

El cupó d'un bo era, originàriament, un cupó que s'anava desprenent d'un títol físic per entregar-lo a l'emissor del bo a fi de cobrar-ne els interessos. Actualment les anotacions en compte ha fet innecessaris el títols físics i l'entrega de cupons físics, però la denominació continua fent referència a l'import monetari -flux de caixa- que el tenedor d'un bo cobra en forma d'interessos en compensació pel valor temporal del diner, import que s'expressa com a percentatge del nominal del bo.

## Història del cupó
L'origen de l'expressió cupó es remunta a quan els bons eren títol físics i estaven emesos al portador; els cupons estaven impresos en el títol i adherits a aquest. Aquestes restriccions físiques implicaven que el tenedor del bo havia de retallar físicament el cupó en la data específica del pagament, que en funció del venciment podia cobrir diversos any, i anar físicament a l'emissor del bo per tal de fer efectiu el cobrament dels interessos, operació anomenada en anglès clipping the coupon. Les anotacions en compte actuals han fet innecessari aquest dispendi físic de paper, així com l'estalvi dels costos de transacció i el cost d'oportunitat dels desplaçaments físics.

## Exemple
Si hom és posseïdor d'un bo de nominal 10.000 € i cupó del 4,5% anual, això suposa el cobrament anual de 450 €. El fet que s'expressi en termes anuals, no obsta perquè a vegades, especialment en el context anglosaxó, els cobraments es facin semi-anualment, fet que representaria dos pagaments de 225 € cadascun. Al tractar-se de bons, i no de dipòsits o préstecs bancaris, no hi ha lloc per a tenir en compte la distinció entre interès simple o interès compost, doncs es tracta de rendibilitat a nominal.

## Bons cupó-zero
No tot bo té cupó, com és el cas dels bons cupó-zero, que no paguen interessos intermedis sinó que es venen en descompte -sota la par- i fan efectiva la rendibilitat a venciment, quan són redimits pel valor nominal.

## Strips
L'evolució i eficiència interna del mercat suposà que els cupons acabessin negociant-se separadament del bo, donant lloc als strips -cupons segregats-. Un strip o cupó segregat és equivalent, en la seva essència, a un bo cupó-zero; és a dir, seguint l'exemple exposat anteriorment, en un moment del futur, per exemple d'aquí a 2 anys, es té la seguretat un cupó del bo de nominal 5.000 € pagarà 450 €. Per tant, aquest cupó estripat, segregat del bo, és en certa manera com un bo cupó-zero, de nominal 450 €, i que en data d'avui es pot comprar sota la par, per exemple, a 408 €.

## Influència del cupó en la valoració d'un bo
El cupó influeix en la valoració en la mesura que com més elevat sigui cupó, més valor tindrà el bo. Així mateix també influeix en la seva rendibilitat, en tant que aquesta sigui calculada com a rendibilitat a venciment -la TIR-, que tan sols és una mitjana geomètrica, ponderada pels fluxos de caixa -cupons-. Així mateix, i en funció de la relació entre la TIR i la ETTI, un major o menor cupó farà variar la valoració del bo en un sentit o en un altre.